# Rene Villanueva
Rene O. Villanueva (Quezon City, 22 september 1954 – aldaar, 5 december 2007) was a Filipijns professor en schrijver. Hij werd bekend als toneelschrijver en auteur van kinderboeken in het Tagalog.

## Biografie
Rene Villanueva werd geboren op 22 september 1954 in La Loma in de Filipijnse stad Quezon City. Hij voltooide in 1975 een Bachelor of Arts-diploma geschiedenis aan het Lyceum of the Philippines. Hij was redacteur van het inmiddels gestopte blad 'Diyaryo Filipino'. Ook was hij professor aan de University of the Philippines en was hij fellowvan de UP Writers Workshop.
Villanueva werd echter vooral bekend door werk als schrijver vanaf de jaren '70. Hij schreef toneelstukken en won daarmee vele onderscheidingen. Met 'Kumbersasyon' (1980) won him zijn eerste Palanca Award. De andere toneelstukken waarbij hij bij deze meest prestigieuze literatuurprijs van de Filipijnen in de prijzen viel waren 'May isang Sundalo' (1981, 1e prijs), 'Huling Gabi sa Maragondon' (1983, 1e prijs), 'Punla ng Dekada' (1984, 2e prijs), 'Ang Hepe' (1986, 3e prijs), 'Asawa' (1987, 2e prijs) en 'Awit ng Adarna' (1987, 2e).
Naast zijn toneelstukken was Villanueva een van de meest populaire Filipijnse schrijvers voor kinderboeken. Hij maakte eind jaren '70 onderdeel uit van een groep schrijvers die zich op initiatief van Virgilio Almario bezighielden met een project ten behoeve van de ontwikkeling van het Filipijns kinderboek. Hun initiatief, genaamd Aklat Adarna ontwikkelde zich tot het Children's Communication Center. Villanueva schreef in de loop der jaren veel populaire kinderboeken in het Tagalog.
Villanueva werkte ook voor de televisie. Zo was hij de belangrijkste schrijver voor kinderprogramma's als 'Batibot' van de Philippine Children's Television Foundation en 'Pin Pin'. Zijn teleplay 'Salubong' won in 1998 de 1e prijs bij de Palanca Awards. In 2004 kwam Villanueva met een soort autobiografie 'Personal: Mga Sanaysay Sa Lupalop Ng Gunita', waarin hij in een serie essays zijn leven als auteur beschreef. Voor dat boek won hij een National Book Award.
Villanueva overleed in 2007 op 53-jarige leeftijd in het Philippine Heart Center nadat hij met spoed was opgenomen wegens complicaties als gevolg van diabetes en een beroerte. Rene Villanueva was getrouwd met Anne Hilado en kreeg met haar vier kinderen. Villanueva won vele onderscheidingen voor zijn werk. Zo werd hij opgenomen in de Palanca Hall of Fame, nadat hij vijf maal de meest prestigieuze Filipijnse literatuurprijs, de Palanca Award won. In 1987 won hij een Catholic Mass Media Award en in 1989 werd Villanueva onderscheiden met een TOYM (Ten Outstanding Young Men) voor literatuur.